# Resseliella syringogenea
Resseliella syringogenea är en tvåvingeart som först beskrevs av Erich Martin Hering 1943.  Resseliella syringogenea ingår i släktet Resseliella och familjen gallmyggor.
Artens utbredningsområde är Frankrike. Inga underarter finns listade i Catalogue of Life.